# Fluctua megapotamica
Fluctua megapotamica är en lavart som först beskrevs av Gustaf Malme och som fick sitt nu gällande namn av Bernhard Marbach 2000. 
Fluctua megapotamica ingår i släktet Fluctua och familjen Caliciaceae. Inga underarter finns listade i Catalogue of Life.